# Tempio Bailin (Pechino)
Il tempio Bailin (柏林寺S, Bǎilín-sìP), conosciuto anche come "Il monastero della macchia di cipressi", è un tempio e monastero buddhista situato a Pechino.

## Storia

### Età imperiale
La costruzione del Tempio Bailin iniziò nel 1347 durante il regno dell'Imperatore Shundi della dinastia Yuan, in un tratto di terreno libero ad est del Tempio di Confucio. Il tempio era al tempo il più grande della capitale Dadu e apparteneva alla scuola Sakya del Buddhismo tibetano, che godeva di enorme potere sotto gli Imperatori Mongoli. Le fortune del tempio, tuttavia, non durarono a lungo: nel 1355 il potere dei Sakya in Tibet venne rovesciato da principi locali, e tredici anni dopo la dinastia Yuan subì lo stesso fato: nel 1368 Dadu fu conquistata e devastata da un esercito ribelle.
Gran parte della struttura del Tempio Bailin sopravvisse all'evento, ma il monastero cadde in progressiva rovina nei decenni seguenti, sebbene nel 1421 la dinastia Ming riportasse la capitale nel Nord, dandole nome Pechino. Solo nel 1447 l'Imperatore Zhengtong ordinò una ricostruzione del monastero e negli anni seguenti, di fronte al cancello principale del tempio, sorse una piccola piazza.
Nel 1644 Pechino cadde nuovamente in mano a un esercito ribelle e fu in seguito occupata dai Manciù. Non ci sono notizie di danni subiti dal Tempio Bailin in seguito a queste guerre. Nel 1694, direttamente a ovest del Tempio, fu costruito un palazzo per il principe Yong, quattordicesimo figlio dell'Imperatore Kangxi: il prestigio del nuovo vicino ebbe come conseguenza il dono, da parte dell'Imperatore, di una campana monumentale (1707) e una completa ristrutturazione del monastero (1713) in occasione del 60º compleanno di Kangxi. I lavori furono direttamente supervisionati dal principe Yong che, nel 1722, successe al padre sul trono imperiale con il nome dinastico di Yongzheng. Lo stesso anno il nuovo sovrano donò parte del suo vecchio palazzo ai lama tibetani della scuola Gelug che lo trasformarono, in pochi decenni, nel più grande tempio tibetano fuori dal Tibet, la lamaseria Yonghegong.
L'ascesa della nuova lamaseria mise il Tempio Bailin in secondo piano, e diede il via a una lenta decadenza che portò, entro la fine della dinastia Qing, alla totale dipendenza di Bailin dallo Yonghegong. Tuttavia la generosità degli Imperatori Qing e la ricchezza della setta Gelug impedirono che le strutture andassero in rovina. Nel 1758, l'Imperatore Qianlong ordinò una grandiosa ristrutturazione degli edifici, parte del suo progetto di rimodellare la capitale a monumento del suo potere .
Il Tempio Bailin, al pari del Palazzo Yonghe, sopravvisse ai saccheggi del 1860 ad opera delle forze anglo-francesi e del 1900 da parte dell'Ottuplice Alleanza, forse a causa del timore esercitato dai lama verso gi invasori, che li ritenevano capaci di stregonerie e maledizioni .

### Periodo dei Signori della Guerra
Con la fine del periodo imperiale nel 1911 e il sorgere della nuova Repubblica di Cina la capitale venne spostata a Nanchino, il Buddhismo tibetano cominciò ad essere considerato una religione fatta di superstizioni feudali e non-han, e il monastero entrò in una nuova fase di decadenza.
Secondo un inventario del tempio eseguito nel 1931  su ordine dell'abate Taiyuan, l'indirizzo del tempio non era quello attuale bensì Bailin Hutong (柏林胡同) n° 4. L'inventario elenca più di 100 statue buddhiste, 18 cipressi, un pino, una coppia di stele, uno schermo per gli spiriti in pietra e una coppia di leoni di pietra.
Nel 1931 l'abate Taiyuan era piuttosto conosciuto a Pechino e molto attivo nei circoli dell'alta società. Secondo una memoria del maestro Tanxu, l'abate Taiyuan era originario della Manciuria. Prima della sua ordinazione a monaco, il suo nome era Zhang Jiechen, e proveniva da una famiglia piuttosto benestante; tuttavia, dopo la morte del padre, le ricchezze erano state sperperate dagli eredi. Nel 1924 Zhang Jiechen si era fatto monaco sotto la tutela del maestro Tanxu di Harbin.
Nel 1925 Taiyuan si spostò a Pechino. L'anno seguente Zhang Zuolin divenne il nuovo leader del Governo dei Signori della Guerra in Cina: poiché Taiyuan proveniva dalla stessa area di Zhang e della sua cricca, egli entrò presto nelle grazie del Signore della Guerra e ottenne la nomina ad abate del Tempio Bailin. Nel 1929 l'abate Taiyuan e altri fedeli fondarono un'accademia buddhista all'interno del monastero e l'anno seguente, grazie al supporto del Maestro Taixu, essa fu riorganizzata su scala maggiore. Nell'autunno del 1931 l'invasione giapponese della Manciuria ebbe gravi conseguenze sull'economia di Pechino e sul patrimonio del Tempio, e nel 1932 l'accademia venne chiusa per mancanza di fondi. Poiché Taiyuan era abituato a una vita più agevole e il potere dei suoi protettori andava svanendo, egli decise di spostarsi nel Sichuan, dove trascorse i suoi ultimi giorni. Sebbene l'abate Taiyuan fosse attivo per soli sei anni, sotto la sua direzione il Tempio Bailin visse giorni di gloria grazie a ingenti donazioni e alla creazione dell'accademia.

### Repubblica Popolare Cinese

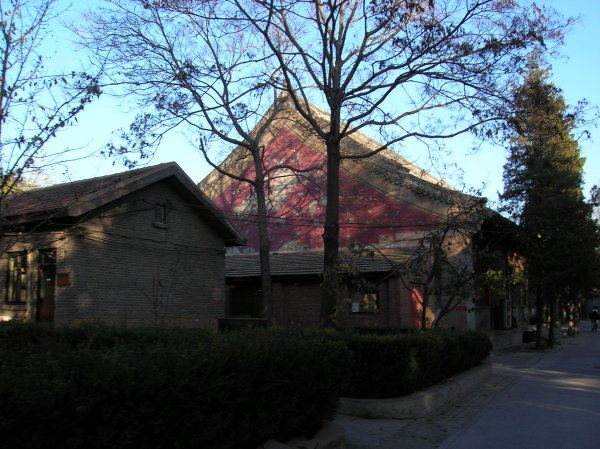
Scorcio del cortile interno, con architetture originali (destra) e pingfang (sinistra)

Il fenomeno di decadenza del tempio Bailin si aggravò dopo la presa di Pechino da parte dell'Armata di Liberazione Popolare nel 1949. Nell'agosto del 1966, i templi di Pechino vennero attaccati dalle Guardie Rosse che evacuarono i lama e riorganizzarono gli edifici del complesso templare, inclusi dormitori, ostelli per i pellegrini, stalle, magazzini e cappelle, affidandoli a diverse danwei. A seguito di ciò molti edifici di mattoni (pingfang) furono costruiti all'interno del tempio e lo schermo per gli spiriti venne congiunto al muro perimetrale del monastero in modo da formare una corte interna; le torri del tamburo e della campana vennero demolite, i leoni in pietra, molte statue buddhiste e le stele che esibivano le regole del tempio scomparvero. In seguito al Terremoto di Tangshan il flusso di profughi verso Pechino portò a una crescita drammatica della densità, con la costruzione di altri pingfang per alloggiare i superstiti: probabilmente in questo periodo la piazza di fronte al tempio scomparve, occupata dai nuovi edifici.
Nel 1988 il Tempio Bailin fu designato dal governo per ospitare, oltre a diverse aziende pubbliche e private, l'Accademia dei Quadri per il Ministero della Cultura (文化部干部学院) e il Dipartimento Civico di Conservazione dei Siti Storici. Nel 1992 un processo di ristrutturazione degli edifici originali fu portato a termine dal governo, sebbene gli edifici posteriori non siano stati coinvolti nel progetto. Dal 2007 il Beijing Cultural Heritage Protection Centre (CHP) ha ottenuto di spostare la sua sede all'interno del complesso. Nell'autunno dello stesso anno una macina pubblica (una lastra di pietra un tempo usata dalla comunità per macinare i cereali) posta nell'antica piazza prospiciente il tempio è stata distrutta al fine di livellare la strada.

## Architettura e arte
Le cinque strutture principali del monastero solo disposte lungo un asse centrale: procedendo da sud verso nord incontriamo il cancello principale, la Sala dei Devaraja o Sala dei Re Celesti, la Sala del Raggiungimento della Perfezione (Yuanjuxingjuedian), la Sala di Mahavira (Daxiongbaodian) e la Sala di Vimalakirti o Sala della Purezza del Bodhisattva (Weimoge).
Sulla porta principale della Sala di Mahavira è posta una targa orizzontale che riporta, nella calligrafia dell'Imperatore Kangxi, i caratteri "万古柏林"(l'Eterna Macchia di Cipressi). All'interno della Sala sono collocate statue dei Buddha dei Tre Mondi. Nella Sala di Vimalakirti si trovano sette statue lignee dorate, scolpite durante la dinastia Ming.
Ad est della Sala principale c'è una sala laterale che contiene due campagne bronzee, altre 2,60 m, fatte fondere nel 1707. Sulla superficie esterna sono scolpiti bassorilievi che figure di draghi e mantra funerari per facilitare il passaggio degli spiriti nella Terra Pura.
Tra le reliquie più preziose del tempio vi è una serie di blocchi da stampa per il Tripitaka, incisi tra il 1733 e il 1739, durante il regno di Yongzheng. La raccolta conta 7.240 volumi, per un totale di 78.230 blocchi. Fabbricati in legno di pero, i blocchi si sono conservati in ottimo stato, anche grazie al fatto che, fino ad oggi, sono stati utilizzati per la stampa di sole 200 copie del canone buddhista. I blocchi furono per un periodo riposti nella Sala dell'Abilità Militare nella Città Proibita, prima di essere restituiti al tempio, e sono ora sotto la tutela della Biblioteca di Pechino.

## Ubicazione

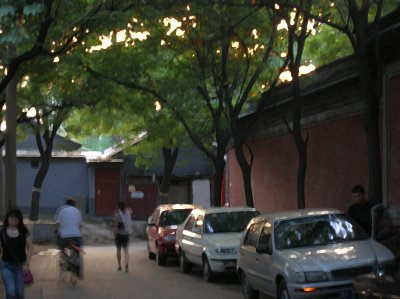
Veduta di Bailin Hutong, sulla destra il muro meridionale del Tempio, un tempo fungeva da schermo per gli spiriti

Il Tempio Bailin è situato nel distretto di Dongcheng a Pechino. L'indirizzo postale è 1 Xilou Hutong, Beixinqiao, Dongcheng Qu, Beijing (北京市东城区北新桥戏楼胡同1号). Il complesso è normalmente accessible solo su invito di una delle aziende o istituzioni basate all'interno. I cancelli aprono al pubblico durante la Giornata del Patrimonio Culturale (8 giugno).